# NGC 1939
NGC 1939 is een bolvormige sterrenhoop in het sterrenbeeld Tafelberg. Het hemelobject werd op 24 september 1826 ontdekt door de Schotse astronoom James Dunlop.